# Aparasphenodon venezolanus
Az Aparasphenodon venezolanus a kétéltűek (Amphibia) osztályának békák (Anura) rendjébe és a levelibéka-félék (Hylidae) családjába tartozó faj.

## Előfordulása
A faj Brazíliában, Kolumbiában és Venezuelában honos. Természetes élőhelye a trópusi vagy szubtrópusi nedves síkvidéki erdők, trópusi vagy szubtrópusi mocsarak, édesvízi tavak. Élőhelyének elvesztése jelent fenyegetést számára.